# Tomás O'Gorman
Thomas O'Gorman, conocido en el Río de la Plata como Tomás O'Gorman (Ennis, Irlanda, ca. 1760 - España, ca. 1810) fue un comerciante y médico irlandés, de larga trayectoria en la ciudad de Buenos Aires a fines del siglo XVIII y comienzos del siglo XIX.

## Biografía
O'Gorman nació en Ennis, condado de Clare, Irlanda, alrededor de 1760.
En su juventud fue militar, al servicio del rey de Francia, hasta abandonar la carrera durante la Revolución Francesa. En 1792 estaba en las Islas Mauricio, donde se casó con la joven Ana Périchon de Vandeuil, hija de un funcionario colonial francés que se dedicó al comercio. En sociedad con su suegro, se dedicó también al comercio de ultramar, aportando su conocimiento del idioma inglés, que casi nadie hablaba en la isla.
Convenció a su suegro de mudarse a Buenos Aires con toda su familia y sus bienes, donde su pariente Miguel O'Gorman era director del Protomedicato, una institución que reglaba el ejercicio de la medicina, y que formaba – a falta de una Facultad de Medicina – protomédicos. También tenía relaciones comerciales con el comerciante Casimiro Francisco Necochea, padre del futuro general Mariano Necochea. 
La familia llegó a Montevideo en julio de 1797, donde se esforzaron por ser aceptados por las autoridades – a pesar de que no provenían de la metrópolis, España – por su acendrado catolicismo y por su declarada antipatía por la Revolución francesa.
Inicialmente dedicado al comercio de ultramar, O'Gorman pretendió posteriormente establecer una plantación de caña de azúcar en el Paraguay, pero el proyecto fracasó por falta de financiación. Por ello se dedicó, más que al comercio, a facilitar las relaciones de comerciantes extranjeros con las autoridades virreinales.
Los poderosos comerciantes Francisco de Sar y Manuel de Sarratea lo comisionaron a los Estados Unidos, donde debía comprar varios buques para comerciar con Río de Janeiro. Debía también tramitar varios envíos de mercancías desde los Estados Unidos para distintos comerciantes, como Tomás Antonio Romero, el comerciante más poderoso del Río de la Plata. Al llegar a Filadelfia se enteró de que – en uno de los habituales cambios de alianzas de la época – las relaciones comerciales entre España y Estados Unidos habían sido suspendidas. De todos modos, O'Gorman llevó la mercaderías a su cargo hacia Buenos Aires, donde el virrey aprobó su descarga, para no enajenarse la buena voluntad de comerciantes tan influyentes. Esta experiencia lo incitó a proponer la política de libre comercio para las colonias españolas, de la cual fue un firme partidario desde entonces.
Durante su ausencia, Madame Pèrichon comenzó a tener una activa participación social en Buenos Aires, estableciendo un salón de reuniones y fiestas, donde se relacionaban porteños e inmigrantes; entre sus amigos más fieles estaba el capitán Santiago de Liniers, un francés al servicio del ejército español, que consideraba que su carrera estaba siendo truncada por la oposición de los funcionarios españoles.
En 1803 viajó a Gran Bretaña, desde donde pensaba enviar un gran cargamento de mercaderías, aprovechando la parcial apertura comercial con el Reino Unido. Aunque debió enfrentar varias dificultades en Inglaterra, con la ayuda financiera del comerciante porteño Ventura Marcó del Pont, llegó al Río de la Plata a principios de 1805, acompañado por su sobrino, Edmundo O'Gorman y otro comerciante irlandés, James Florence Burke. Éste se convertiría en un activo espía a favor de Gran Bretaña, y sus informes provocaron las Invasiones Inglesas al año siguiente. O'Gorman proveyó toda clase de información a Burke, aunque no existe constancia de que haya ejercido como espía. Por otro lado, es posible que la resolución de sus problemas en su viaje al Reino Unido se deba, justamente, a las relaciones con Burke.
La actividad de Edmundo O'Gorman también estuvo relacionada con las Invasiones Inglesas, durante las cuales prestó servicios a las autoridades invasoras, aunque también facilitó las actividades de Liniers y su reconquista de Buenos Aires. Luego abandonaría Buenos Aires a fines de 1806.
Aparentemente, al producirse las Invasiones Inglesas, Tomás O'Gorman estaba en España, como comisionista para Ventura Marcó del Pont. Obtuvo un permiso especial para transportar buques portugueses y estadounidenses desde Lisboa a las costas sudamericanas del Océano Pacífico. 
La expedición a Chile y Perú fue bastante provechosa para O'Gorman, pero nunca regresó al Río de la Plata. Aparentemente se estableció en España, donde parece que murió en la pobreza en fecha incierta, tal vez alrededor de 1810.
Para la época de las Invasiones Inglesas, su matrimonio con Ana Pèrichon había fracasado, y su esposa se presentaba en público con el general – y pronto Virrey – Liniers, y era un personaje públicamente conocido como La Perichona. Como mucha gente sospechaba, la francesa ejercía también como espía para el Imperio francés y para Gran Bretaña.
Su familia quedó al cuidado de su parentela francesa y del virrey Liniers. Sus hijos fueron influyentes en la sociedad argentina, y fueron partidarios de Juan Manuel de Rosas; una de sus nietas, Camila O'Gorman, fue ejecutada por orden de Rosas, por el sacrilegio de haber huido y formado familia con un sacerdote.